# Викторов, Георгий Александрович
Гео́ргий Алекса́ндрович Викторов (6 августа 1925, Егорьевск Московской области — 29 августа 1974, Москва) — советский энтомолог, участник Великой Отечественной войны, член-корреспондент АН СССР (1972), доктор биологических наук (1966), профессор МГУ. Специалист по биологическим методам борьбы с насекомыми-вредителями.

## Биография
Родился 6 августа 1925 года в Егорьевске Московской области.
- 1942 — окончил школу экстерном.
- 1942—1945 — участник Великой Отечественной войны
- 1943—1946 — он служил в Советской Армии сначала на Центральном, затем на 2-м Дальневосточном фронтах[3].
- 1951 — окончил биологический факультет МГУ.
- 1951—56 — в Зоологическом музее МГУ (в 1954—1955 — заместитель директора музея по науке).
- 1954 — защитил кандидатскую диссертацию на тему «Роль паразитических насекомых в массовом размножении бобовой огнёвки (Etiella zinckenella Tr.)»[4], а через некоторое время — докторскую на тему «Общие вопросы динамики численности насекомых на примере вредной черепашки»[5][6].
- С 1956 — в Институте эволюционной морфологии и экологии животных им. А. Н. Северцова АН СССР (в 1966—1974 годах заведующий лабораторией).
- С 1960 — он участвовал в четырёх международных энтомологических конгрессах (в Вене, Лондоне, Москве, Канберре).
- с 1966 — профессор МГУ, где читал лекции по курсам «Экология насекомых» и «Энтомофаги»[2].
- Некоторое время был главным редактором «Зоологического журнала».
- Представлял СССР в популяционной комиссии Международной экологической комиссии и был соавтором интернациональной сводки «Теория и практика биологической борьбы», издающейся Academic Press.

Основные труды по экологии, биологическому методу борьбы с вредителями, динамике численности и систематике насекомых (описал десятки новых для науки видов перепончатокрылых насекомых из семейства ихневмониды).
Умер 29 августа 1974 года (Москва).

## Основные труды
- Викторов Г. А. Проблемы динамики численности насекомых на примере вредной черепашки / АН СССР. Ин-т морфологии животных им. А. Н. Северцева. — М.: Наука, 1967. — 272 с.
- Викторов Г. А. Экология паразитов-энтомофагов / АН СССР, Отд-ние общей биологии. — М.: Наука, 1976. — 152 с.